# Apochrysa voeltzkowi
Apochrysa voeltzkowi är en insektsart som först beskrevs av Herman Willem van der Weele 1909.  
Apochrysa voeltzkowi ingår i släktet Apochrysa och familjen guldögonsländor. Inga underarter finns listade i Catalogue of Life.